# Midnight Blues
『Midnight Blues』（ミッドナイト・ブルース）は、荒木一郎のシングル。1981年4月1日、オレンジハウスレコードから発売された。

## 概要
テレビアニメ『あしたのジョー2』の後期（第26 - 47話）主題歌。A面はオープニングテーマ、B面はエンディングテーマとなっている。
シングルはオレンジハウスレコードから発売されたが、トリオレコードから発売されたアルバム『SCENE-PHONIC』に収録された。そのため、トリオレコード時代の楽曲から選曲されたベスト・アルバム『荒木一郎 自選ベスト15 いつか聴いた歌』にも収録されている。

## 収録曲
全作詞、作曲：荒木一郎、全編曲：チト河内。
1. Midnight Blues
テレビアニメ『あしたのジョー2』後期オープニングテーマ。エンディングのクレジットでは「MID NIGHT BLUES」と表記されている。
2. 果てしなき闇の彼方に
『あしたのジョー2』後期エンディングテーマ。おぼたけしに提供した曲（前期エンディングテーマ）のセルフカバー。なお、おぼたけし版の編曲もチト河内が行っているが、荒木版とはアレンジが異なる。